# Gouvernement Luzzatti
Royaume d'Italie
Sonnino II Giolitti IV
Le gouvernement Luzzatti (Governo Luzzatti, en italien) est le gouvernement du royaume d'Italie entre le 31 mars 1910 et le 29 mars 1911, durant la XXIIIe législature.

## Composition
Composition du gouvernement
- Droite historique

### Président du conseil des ministres
Luigi Luzzatti